# Seba subantarctica
Seba subantarctica är en kräftdjursart som beskrevs av Shellenbrg 1931. Seba subantarctica ingår i släktet Seba och familjen Sebidae. Inga underarter finns listade i Catalogue of Life.